# Koutaou
Koutaou est une ville du Togo.

## Géographie
Koutaou est situé à environ 72 km de Kara, dans la région de la Kara

## Vie économique
- Coopérative paysanne
- Marché au bétail

## Lieux publics
- École secondaire
- École primaire
- Dispensaire